# Heptano
O heptano (ou n-heptano) é um hidrocarboneto da família dos alcanos com a fórmula química C7H16, e tem vários isómeros.
O heptano tem o ponto de referência 0 na escala de octanagem, na qual o isômero do octano 2,2,4-trimetilpentano tem o ponto de referência 100.

## Frases de risco
R11: Facilmente inflamável.
R38: Irritante para a pele.
R50/53: Muito tóxico para os organismos aquáticos, podendo causar efeitos nefastos a longo prazo no ambiente aquático.
R65: Nocivo: pode causar danos nos pulmões se ingerido.
R67: Pode provocar sonolência e vertigens, por inalação dos vapores.

## Frases de segurança
S2:Manter fora do alcance das crianças.
S9: Manter o recipiente num local bem ventilado.
S16: Conservar longe de fontes de ignição - Não fumar.
S29: Não atirar os resíduos para os esgotos.
S33: Evitar a acumulação de cargas electrostáticas.
S60: Elimina-se o produto e o recipiente como resíduos perigosos.
S61: Evitar a sua libertação para o meio ambiente. Ter em atenção as instruções específicas das fichas de dados de Segurança.
S62: Em caso de ingestão não provocar o vómito: consultar imediatamente um médico e mostrar o rótulo ou a embalagem.

## Isômeros
O heptano possui os seguintes isômeros:
- 2-Metil-hexano ou iso-heptano
- 3-Metil-hexano (2 esteroisômeros)
- 2,2-Dimetilpentano ou neo-heptano
- 2,3-Dimetilpentano (2 esteroisômeros)
- 2,4-Dimetilpentano
- 3,3-Dimetilpentano
- 3-Etilpentano
- 2,2,3-Trimetilbutano